# Tmavomodrý svět (film)
Tmavomodrý svět je český film natočený režisérem Janem Svěrákem v roce 2001. Název byl inspirován barvou leteckých uniforem a stejnojmennou písní Jaroslava Ježka, odvozené od Ježkovy vady zraku. Snímek vznikl na motivy autobiografických knih válečného letce Františka Fajtla. Před natáčením Zdeněk Svěrák sepsal jedenáct verzí scénářů.
Na udílení Českých lvů 2001 film vyhrál v kategoriích nejlepší režie, kamera, hudba a střih, a obdržel také cenu za divácky nejúspěšnější český film.

## Děj filmu
Film vypráví o československých letcích za druhé světové války ve Spojeném království. Začátek filmu zavádí diváka do roku 1950, kdy je někdejší pilot František Sláma (Ondřej Vetchý) vězněn na Mírově a bojuje se zápalem plic. Na marodce se setká s německým lékařem MUDr. Blaschkem (Hans-Jörg Assmann), který ho ošetřuje, a Vildou Houfem (Miroslav Táborský), jimž vypráví svůj příběh válečného pilota bojujícího za svoji vlast ve Spojeném království.
Děj vyprávění začíná okupací v roce 1939 po Mnichovské dohodě. Hlavním hrdinou je důstojník československého letectva František Sláma, jenž musí spolu se svou posádkou předat olomoucké letiště německé armádě při okupaci Československa v roce 1939. S mladým nadějným letcem Karlem Vojtíškem (Kryštof Hádek) následně utíká do Spojeného království, kde se s dalšími Čechy a Slováky připravují na boj proti nacistům. Přátelství obou mužů však rozdělí osobní spor, vzniklý ze vztahu k půvabné Angličance Susan (Tara Fitzgeraldová), nad jejímž domem byl sestřelen mladší z pilotů při souboji s Němci. Ač je jejich přátelství zasaženo náklonností k Susan, která se po seznámení zamiluje do Františka, zachrání Karel Vojtíšek svého druha Františka Slámu, jemuž se při návratu z Francie přes kanál La Manche zadře motor (poškozený buď střepinou flaku nebo v nějakém předchozím leteckém souboji). Sláma vyskočí na padáku, spadne do moře a začne nafukovat záchranný člun (dinghy), který ale praskne. Bez člunu by v ledové vodě brzy ztratil vědomí a utonul. Vojtíšek, ve snaze pomoci svému druhovi shozením vlastní dinghy, zachytí při nízké ostré zatáčce (téměř „nožový“ let) koncem křídla o vlny a zřítí se. Prudkým nárazem zřejmě omdlí, zůstane v letounu a zahyne. Člun zůstane na vodě, což Slámovi umožní přežít.
Příběh je zarámován prostředím vězení, kam je bývalý válečný pilot a hrdina – avšak nyní označený za „zrádce lidu“ – uvržen komunisty po návratu ze Spojeného království. Film poukazuje na zacházení s válečnými hrdiny ze západní fronty druhé světové války. Válečný veterán a filantrop Jan Horal byl jedním z těch, kteří radili tvůrcům filmu ohledně vykořisťování českých pilotů, kteří bojovali o Británii.
Piloti létají na stíhačkách Supermarine Spitfire proti německým Messerschmitt Bf 109, sestřelují střední bombardér Heinkel He 111, též na okamžik doprovází Boeing B-17 Flying Fortress a chrání poškozený North American B-25 Mitchell.

## Obsazení
| Ondřej Vetchý      | František Sláma     |
| Kryštof Hádek      | Karel Vojtíšek      |
| Tara Fitzgeraldová | Susan               |
| Charles Dance      | plk. Bentley        |
| Oldřich Kaiser     | Jan Machatý         |
| David Novotný      | Bedřich Mrtvý       |
| Linda Rybová       | Hanička             |
| Jaromír Dulava     | Kaňka               |
| Lukáš Kantor       | Tamtam              |
| Radim Fiala        | Jura Sysel          |
| Juraj Bernáth      | Gregora             |
| Miroslav Táborský  | Vilda Houf          |
| Hans-Jörg Assmann  | dr. Blaschke        |
| Thure Riefenstein  | Oberleutnant Hesse  |
| Viktor Preiss      | major Skokan        |
| Anna Masseyová     | učitelka angličtiny |
| John Warnaby       | instruktor RAF      |
| Jiří Lábus         | Haniččin otec       |
| Daniela Kolářová   | Haniččina matka     |
| Filip Renč         | Tejnský             |

## Ohlas
Věra Mišková v Právu hodnotila výše realizaci scénáře než scénář samotný, jiní odborníci konstatovali, že profesionálně výborně zvládnutý film nemusí vyvolat intenzivnější zážitek anebo zasáhnout srdce diváků.
Na vyhlášení českých filmových výročních cen získal Tmavomodrý svět čtyři České lvy, za nejlepší režii (Jan Svěrák), kameru (Vladimír Smutný), střih (Alois Fišárek), hudbu (Ondřej Soukup) a dále cenu pro divácky nejúspěšnější český film. Ocenili ho také kritici a časopis Cinema. Česká filmová akademie ho nominovala jako svého zástupce do kategorie nejlepší cizojazyčný film pro vyhlašování Oscarů, ale do užšího výběru se nedostal.
Vojenský letecký historik Jiří Rajlich k filmu obdiv nevyjádřil, řekl o něm, že „je to instantní polévka…, po níž vám v horším případě bude těžko od žaludku“.
Recenzenti britských periodik film většinou hodnotili příznivěji než téměř současně do kin uvedený tematicky podobný Pearl Harbor s tím, že přes některá klišé dějové linie i v zachycení bitvy o Británii a prostředí Royal Air Force, se českým tvůrcům podařilo ducha historické události lépe vystihnout. Vzhledem k omezené distribuci a tomu, že byl uveden v originále s titulky,[zdroj?] však Tmavomodrý svět ve Spojeném království nedosáhl zdaleka takového diváckého úspěchu a tržeb.